# Булунгу
Булунгу — село в Чегемском районе Кабардино-Балкарии. Административный центр муниципального образования «Сельское поселение Верхне-Чегемское». Название селу дано по реке Булунгу-Су, впадающей в Чегем в селе.

## Географическое положение
Селение находится в юго-восточной части Чегемского района, в верховьях реки Чегем. Расстояние до районного центра Чегем (по дороге) — 60 км, до города Нальчик (по дороге) — 65 км.
Граничит с землями населённых пунктов: Эльтюбю на севере и Безенги на востоке. На юге и юго-востоке граничит с территориями Кабардино-Балкарского высокогорного заповедника.
Населённый пункт расположен в высокогорной зоне республики. Перепады высот на составляют около 2 000 метров. Средние высоты составляют 1 588 метров над уровнем моря. Высшей точкой является гора Кум-Тюбе, находящееся к западу от села. К югу от села находятся несколько «песчаных столбов».
Гидрографическая сеть представлена рекой Чегем и его мелкими притоками. К югу от села имеются выходы нарзанов.
Климат умеренный, с ярко выраженной высотной поясностью. Лето теплое, в июле температуры средние показатели температуры воздуха достигают отметок +14,5°С. Зима холодная и суровая, в январе средние показатели температуры воздуха отпускаются до -5,5°С. Среднее количество осадков в год составляет около 920 мм. Наибольшее количество осадков выпадает летом. Снежный покров на территории села лежит в период с октября по май.
Флора присельского участка представлена в основном альпийскими и субальпийскими растениями. Окрестности села окружают крупные массивы леса состоящего в основном из сосен и буков.

## История
Постоянное поселение на территории села существует со времен Средневековья.
До 1944 года был одним из крупнейших балкарских аулов. В марте 1944 года все балкарцы, в том числе и жители Булунгу, по обвинению в пособничестве немецким войскам, были депортированы в Среднюю Азию. В результате как и все верховье Чегемского ущелья, село было передано в состав Грузинской ССР, и он больше 10 лет находилось в заброшенном состоянии.
В 1957 году решением Верховного Совета СССР балкарцы были реабилитированы и возвращены в свои прежние места проживания. По возвращении на свои прежние места проживания, большинство жителей Булунгу предпочли расселится вниз по долине реки Чегем, в предгорную зону КБАССР. В результате численность населения села по сравнению с 1944 годом резко уменьшилась. Многие поселения в окрестностях так и остались заброшенными.

## Население
| 2002 | 2010 | 2021 |
| ---- | ---- | ---- |
| 824  | ↗875 | ↘773 |

Плотность — 19.82 чел./км2. 
Национальный состав
По данным Всероссийской переписи населения 2010 года:
| Народ    | Численность, чел. | Доля от всего населения, % |
| -------- | ----------------- | -------------------------- |
| балкарцы | 873               | 99,8 %                     |
| другие   | 2                 | 0,2 %                      |
| всего    | 875               | 100 %                      |

## Инфраструктура
- Средняя школа № 1 — ул. Кулиева, 38
- НШДС № 1
- Врачебная амбулатория. Из-за аварийного положение и нехватки кадров амбулатория закрыта. Сельским жителям приходится ехать за медицинской помощью в сёла Хушто-Сырт и Нижний Чегем.
- Дом культуры

Общественные организации: 
- Совет старейшин
- Совет ветеранов труда

В селе действует одна мечеть.

## Туризм
Булунгу в основном посещается туристами в летнее время. В верховьях Чегемского ущелья развиваются экстремальные виды спорта, что привлекает большое количество экстремалов. Выше села расположены турбаза «Башиль» и турбаза «Чегем».
В советское время через село проходила перевалочная дорога в Грузию через перевал Ласхедар. С распадом СССР была заброшена погранзастава, расположенная к югу от села, а переход в Грузию по перевалочным путям стала административным правонарушением.

## Фотогалерея
- Рассвет в горах над селом
- Вид на село со стороны склепа Кач-Кешене
- Булунгуевское городище
- Ущелье (верховье Чегема) и река Башиль-Аузусу
- Водопад Абай-Су
- Группа надмогильных сооружений в Эльтюбе
- Группа усыпальниц между с. Эльтюбю и с. Булунгу

## Улицы
Улицы

| Акаева            |
| Братьев Кайтаевых |
| Братьев Макитовых |

| Гемуева    |
| Залиханова |
| Калабекова |

| Кулиева |
| Мечиева |
| Мизиева |

Переулки

| Ачы    |
| Думала |

| Кюнлюм   |
| Орсундак |

| Эльтюбинский |